# Vila Clotilde
Vila Clotilde és una localitat de São Tomé i Príncipe. Es troba al districte de Caué, al sud-oest de l'illa de São Tomé. La seva població és de 519 (2008 est.). Es troba gairebé a l'oest de Dona Augusta. A l'oest hi ha el Pico Cão Grande, potser la fita natural més notable de l'arxipèlag. Tota la localitat es troba dins del Parc Natural d'Ôbo. A tota la part meridional de l'illa i del districte la llengua principal és el crioll portuguès anomenat angolar, mentre que a la resta de l'illa parlen el crioll forro.

## Evolució de la població
| 2001 | 2008 |
| 455  | 519  |